# Praživotinje
Praživotinje (lat. Protozoa) su eukariotski organizmi koji spadaju u carstvo Protista. Većinom su to heterotrofni organizmi, iako postoje i neke vrste autotrofnih organizama. Danas u biosferi postoji oko 35000 vrsta praživotinja koju su većinom mikroskopskih dimenzija i građene su od samo jedne stanice koja vrši sve funkcije. 
Obitavaju u slatkim i slanim vodama ali i u vlažnom tlu.
Oko 10000 vrsta praživotinja spada u skupinu parazita, dok ostale žive slobodno.
Razvile su se prije otprilike 1,5 milijardi godina.
Pojam se danas smatra zastarjelim i sve je manje u upotrebi a bio je popularan u većem dijelu XX. stoljeća. Ustanovljeno je da protozoa unutar sebe nisu blisko povezani, i da su neki rođaci životinja, gljiva i algi.

## Podjela praživotinja
Praživotinje se, s obzirom na sličnosti između pojedinih vrsta svrstavaju u nekoliko koljena koji se onda dijele na više nižih sistematskih jedinica:
- Koljeno: Bičaši (Mastigophora)

- Koljeno: Alveolatne praživotinje (Alveolata)
  - Podkoljeno: Trepetljikaši (Ciliophora)
  - Podkoljeno: Truskovci (Sporozoa)

- Koljeno: Sluzavci (Sarcodina)
  - Podkoljeno: Amebe (Amebozoa)
  - Podkoljeno: Krednjaci (Foraminifera)
  - Podkoljeno: Zrakastonozi (Actinopoda)
    - Razred: Sunašca (Heliozoa)
    - Razred: Zrakaši (Radiolaria)

## Životne funkcije praživotinja
Praživotinje su jednostanični organizmi i stoga sve životne funkcije obavlja jedna stanica pomoću svojih organela.

### Pokretanje
Praživotinje se mogu kretati na više različitih načina. Najjednostavniji način je puzanjem. Kod puzanja se stanica praživotinja steže i rasteže čime se kreće po podlozi. Puzanjem se kreću truskovci.
Drugi način je pokretanje pomoću biča. Bičaši na određenom dijelu stanice imaju bič kojim zamahuju i tako se kreću. Pokretanje je moguće i s pomoću trepetljika kojima se kreću trepetljikaši. Trepetljike su sitni bičevi koji se nalaze duž cijele membrane i koji imaju višestruku funkciju. Mogu se koristiti za već spomenuto kretanje, za uzimanje hrane i kao osjeti. No, najzanimljivije kretanje je ono pomoću tzv. pseudopodija (lažnih nožica). To su manji izdanci citoplazme u kojima su posebno poredani mikrofilamenti. Pseudopodijima se kreću sluzavci. Krednjaci se kreću retikulopodijima, a zrakastonozi aktinopodijima.

### Pokrov
Gotovo sve praživotinje imaju poseban oblik stanične membrane koji se naziva pelikula. To je stanična membrana se raspoređenim mikrofilamentima s unutarnje strane. Krednjaci su skupina praživotinja koje grade ljušture od kalcijevog karbonata. Te ljušture imaju otvore iz kojih izlaze retikulopodiji. Kad krednjaci uginu, padaju na dno i tako se s vremenom stvaraju sedimenti od kojih je danas izgrađena većina morskog dna.

### Probava
Uzimaju hranu cijelom stanicom preko membrane. kad hrana uđe u citoplazmu, oko nje se stvara mjehurić i ona se razgrađuje. To se naziva pinocitoza. Ako se u stanicu unese veći organizam (alga ili bakterija), oko njega se stvori hranidbeni mjehurić u kojeg se ulijevaju lizosomi i u njemu se hrana razgrađuje pomoću enzima. To je fagocitoza.
Međutim, papučica naprimjer ima već napredniji sustav probave pa kod nje hrana ulazi na stanična usta (citostom), ulazi u stanično ždrijelo (citofariks), razgrađuje se i izlazi kroz defekacijski otvor (citopig).

### Podražljivost
Praživotinje imaju neke osjete kojima mogu doznati što se događa u okolini. Reagiraju na podražaje tako da se ili miču od njih ili im se približavaju. Te kretnje micanja i približavanja nazivaju se taksije. Ako je podražaj svjetlost, praživotinja će na nju odgovoriti fototaksijom, ako je podražaj temperatura, bit će termotaksija itd.

### Izlučivanje
Izbacuju hranu endocitozom iz stanice. Ako praživotinje žive u slatkoj vodi, onda će imati poseban organel koji se naziva stežljivi mjehurić ili kontraktilna vakuola. Slatka voda ulazi osmozom u stanicu kako bi razrijedila citoplazmu u kojoj je više otopljenih tvari nego u okolnoj vodi. Stežljivi mjehurić ovdje djeluje kao osmoregulator koji izbacuje višak vode koja je ušla i tako sprječava da stanica nabubri i da se raspadne. Njega imaju trepetljikaši i još neke vrste.

## Razmnožavanje
Razmožavaju se na brojne načine, i spolno i nespolno. Cilj njihova preživljavanja svodi se na što veći broj jedinki potomstva.

### Nespolno razmnožavanje
Najjednostavniji oblik nespolnog razmnožavanja je binarno dijeljenje ili dioba. U njoj se roditeljska jedinka podijeli na dvije jedinke potomaka preko citoplazme. Na taj način roditeljska stanica nestaje. Također je moguće i pupanje.

### Spolno razmnožavanje
Jedan od načina spolnog razmnožavanja je konjugacija. Ona se još naziva i paraspolno razmnožavanje jer nakon nje ne nastaju direktno stanice potomaka, već je riječ samo o izmjeni genetskog materijala između dviju stanica. Uzmimo za primjer papučicu. Papučica ima dvije jezgre - makronukleus i mikronukleus. Na početku konjugacije, makronukleus propada, a mikronukleus se mejozom dijeli na četiri haploidne jezgre, od kojih tri propadaju, a četvrta se mitozom dijeli na jednu stacionarnu i jednu migrirajući jezgru. Između dvije papučice se stvori konjugacijski mostić i obje izmijene migrirajuće jezgre koje se onda spoje sa stacionarnim jezgrama da se dobije diploidna jezgra.
Također je moguće i razmnožavanje gametama.

## Bolesti
Mnogobrojne su bolesti izazvane nametničkim praživotinjama. Takvih praživotinja ima vrlo mnogo. Naprimjer, svi truskovci su nametnici. Oni ne mogu živjeti izvan domaćina pa kažemo da su oni obligatni paraziti. Truskovci napadaju stanice domaćina tako da u njih ubacuju infektivne jedinke sporozoite koji onda se razmnožavaju i rade štetu organizmu. Najpoznatiji truskovac je onaj vrste lat. Plasmodium koji je uzročnik bolesti malarije. Plazmodij prenosi komarac roda Anopheles koji ubodom iz sline u krv ubacuje sporozoite koji prvo napadaju jetru, a kasnije se prebace na eritrocite i tamo se nespolno razmnožavaju. Nakon desetak dana nastaju muške i ženske spolne stanice koje komarac s krvlju posiše i u njegovu probavnom sustavu nastaju nove sporozoite. Simptomi bolesti su napadaji groznice svakih par dana, opća slabost, promjena stanja svijesti itd.
I bičaši su poznati kao nametnici, ali samo oni heterotrofni. Bičaš Trichomonas vaginalis je uzročnik trihomonijaze, bičaš Trypanosoma brucei uzročnik je bolesti spavanja. Prenosi ga Ce-ce muha.Simptomi bolesti su opća slabost koja naposljetku dovodi do kome. Lischmenia tropica uzrokuje lišmenijazu, tešku kožnu bolest.
Najpoznatiji nametnički predstavnik sluzavaca je srdoboljna ameba koja uzrokuje dizenteriju (grižu). Simptomi su jaki proljev s krvlju.

## Vanjske povezice
Praživotinje (Protozoa)